# Блодник
Блодник (словен. Blodnik) је насељено место у општини Загорје об Сави, Засавска регија, Словенија.

## Историја
До територијалне реорганизације у Словенији био је у саставу старе општине Загорје об Сави.

## Становништво
У попису становништва из 2011. године, Блодник је имао 30 становника.
| Број становника према пописима | Број становника према пописима | Број становника према пописима |
| ------------------------------ | ------------------------------ | ------------------------------ |
| 1991                           | 2002                           | 2011                           |
| 22                             | 25                             | 30                             |

Напомена: Године 1953. повећано за насеље Згорња Запланина, које је укинуто. Године 2015. извршена је мала размена територија између насеља Блодник и Лимовце (Вранско, Савињска).